# Vinci SA
Vinci SA (произнася се Винчи), по-рано Société Générale d’Entreprises (SGE), е втората по големина компания в света в концесионната и строителната индустрия и в нея работят 222 397 души по целия свят. Дейностите на Vinci са организирани в пет бизнес центъра: Vinci Autoroutes, Vinci Concesions, Vinci Energies, Eurovia и Vinci Construction. През 2019 г. компанията присъства в повече от 100 държави, а оборотът й през 2019 г. възлиза на 48,053 млрд. Евро.